# Anser rossii
L'oca di Ross (Anser rossii) è un uccello nordamericano della famiglia Anatidae. Nidifica nel Canada settentrionale e sverna negli Stati Uniti meridionali e, occasionalmente, nel Messico settentrionale.

## Descrizione

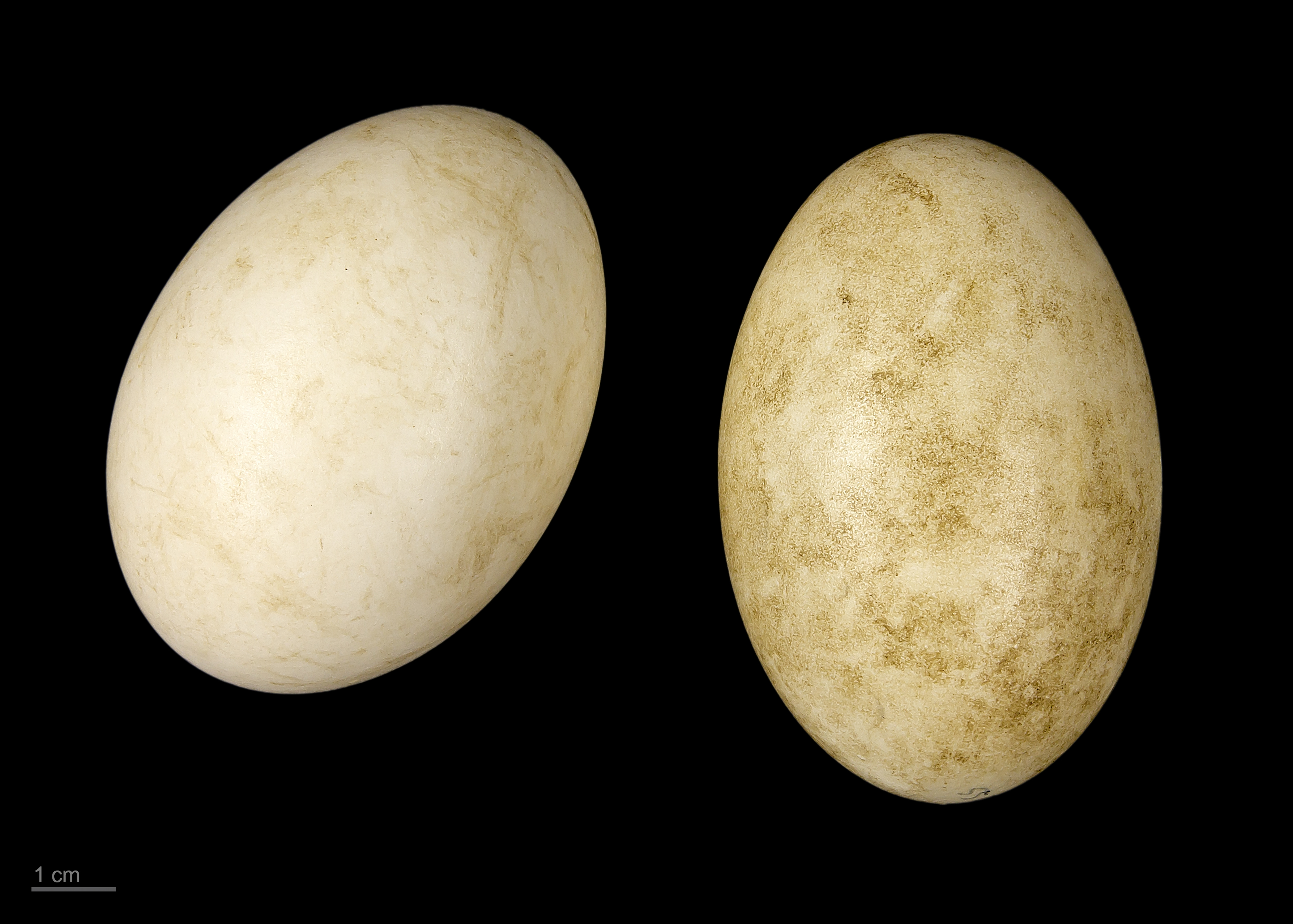
Anser rossii

Il piumaggio di questa specie è bianco, ad eccezione delle estremità delle ali nere. È simile nell'aspetto all'oca delle nevi di fase bianca, ma è più piccola all'incirca del 40%. Altre differenze con l'oca delle nevi riguardano il becco di quella di Ross (che è più piccolo in proporzione al suo corpo e non presenta le "labbra nere"). La fase scura è estremamente rara.
L'oca di Ross è una rara visitatrice dell'Europa occidentale, ma viene allevata comunemente nelle collezioni di uccelli acquatici e per questo motivo la vera frequenza degli uccelli selvatici è difficile da accertare.